# Karl-Heinz Krott
Karl-Heinz Krott (* 6. Mai 1942; † 6. November 2020) war ein deutscher Fußballspieler.
Seine Karriere begann der Stürmer beim Amateurverein SG Eschweiler in der drittklassigen Verbandsliga Mittelrhein, wo er in der Saison 1963/64 sogar Torschützenkönig der Liga wurde. Im Jahr 1967 wechselte Karl-Heinz Krott zum Bundesliganeuling Alemannia Aachen, für die er bis 1970 aktiv war. Neben dem Amateur aus Eschweiler waren auch noch die weiteren Neuzugänge Horacio Troche, Juan Carlos Borteiro, Karl-Heinz Bechmann, Reinhold Straus und Wolfgang Klöckner an den Tivoli gekommen. Sein Debüt in der Bundesliga feierte er am 1. Spieltag der Saison 1967/68 als er in der 66. Minute in der 0:4-Niederlage gegen den FC Bayern München eingewechselt wurde. Neben seinen Offensivkollegen Hans-Jürgen Ferdinand (25 Sp./16 To.), Alfred Glenski (21-9), Herbert Gronen (32-2) und Heinz-Gerd Klostermann (25-4) kam er in seiner Debütsaison auf 25 Bundesligaeinsätze und erzielte dabei sieben Tore. In der Saison 1968/69 wurde er mit Alemannia Aachen unter Trainer Michael Pfeiffer deutscher Vizemeister hinter dem FC Bayern München. In diesem Erfolgsjahr der Alemannia kam er infolge der Offensivneuzugänge Roger Claessen, Ion Ionescu, Hans-Josef Kapellmann und Werner Tebruck zu nur sieben Ligaeinsätzen. Ein Jahr später, 1969/70, folgte jedoch der Abstieg aus der Bundesliga. Ex-Nationalspieler Georg Stollenwerk hatte vor Rundenbeginn als Trainer Michael Pfeiffer abgelöst, er wurde aber im Dezember mit 11:21 Punkten auf dem 17. Platz rangierend durch Willibert Weth ersetzt und Krott hatte in seiner dritten Bundesligasaison 20 Ligaeinsätze absolviert und drei Tore erzielt. Sein letztes Bundesligaspiel bestritt der Angreifer am 30. März 1970 bei der 2:6-Niederlage bei Eintracht Frankfurt.
Karl-Heinz Krott absolvierte insgesamt 52 Bundesliga-Spiele und erzielte in dieser Zeit zehn Tore. Zu den Höhepunkten seiner Zeit bei der Alemannia gehörte die von 14. Juni bis 6. Juli 1968 andauernde Südamerikareise mit den Spielen gegen Cruzeiro Belo Horizonte, Flamengo, Guarany Asuncion, Nacional Montevideo und Newells Old Boys Rosario. Er beendete im Sommer 1970 seine Vertragsspielerkarriere und kehrte zu seinem Heimatverein SG Eschweiler zurück, für die er noch bis 1978 aktiv war.

## Erfolge
- 1968/69 Deutscher Vize-Meister